# Phoolan Devi
Phoolan Devi ou Phulan Devi (em hindi: ; em urdu: پھولن دیوی; Gorha ka Purwa, Uttar Pradesh, 10 de agosto de 1963 — Nova Deli, 25 de julho de 2001), popularmente conhecida como a Rainha dos bandidos, foi uma ladra e política Indiana. Ela era notória em toda a Índia, durante seu tempo como bandida.
Phoolan nasceu na casta shudra, numa família do clã mallaah (barqueiros), na pequena aldeia de Gorha ka Purwa no estado do Uttar Pradesh. Era a segunda filha de uma família muito pobre de quatro meninas e um menino. Foi casada com onze anos a troco de um pequeno dote e passou a uma rotina de espancamentos, sendo violentada e forçada a um árduo trabalho no campo. Já adolescente, passou a ser assediada por jovens de um clã (jati) poderoso na região, pertencente à casta (varna) dos guerreiros ou nobres (kshatriya). Para fugirem da acusação, eles acusam-na de tentar seduzi-los, fazendo com que fosse expulsa da aldeia. Recusada também pela família paterna, é abrigada por um parente próximo até o dia em que sua casa é invadida por um grupo de assaltantes que vieram raptá-la. Presa nas montanhas, alguns começam a solidarizar-se com seu sofrimento. O líder da gangue é morto por um membro do grupo de nome Vikram, que se torna o protetor de Phoolan. Ambos assumem a dianteira do grupo e começam a atacar o comércio e as castas superiores.  
O imaginário popular afirma que, em suas ações, protegem mulheres e crianças e distribuem parte do ganho. Tal passagem é contestada por alguns setores, que vêm no bando um grupo de assaltantes comuns.
Sua sorte muda, novamente, com o assassinato de Vikram, praticado por dois irmãos do clã Thakur, da casta Kshatriya. Alcançando o controle do grupo, os thakur prendem-na por três semanas, período durante o qual foi violentada por todo o clã. Sua fuga ocorre por auxílio dos Mallah (canoeiros). Phoolan retorna às montanhas. Ganhando a proteção e liderança do grupo Mallah, começa a atacar o comércio da região. Pela sua ação, tida como violenta e justa, Phoolan é cada vez mais assimilada pela população à deusa (Devi), do hinduísmo, que restabelece o dharma através de uma epifania terrífica, na qual dá cabo de exércitos de demônios. 
Os ataques de Phoolan Devi culminam com a morte de 22 kshatriyas do grupo que a havia aprisionado, escapando apenas os seus líderes. Nesse ponto, a questão já deixara de ser meramente criminal para tornar-se política. Phoolan conta com maciço apoio popular, imprescindível para a reeleição do governo estadual. Por outro lado, o clã rival possui aliados dentre os altos cargos internos do governo. Pressionado por ambos os lados, o governo se vê obrigado a negociar e não permitir a morte de Phoolan Devi pela polícia, mas a buscar sua rendição. Já com muitas baixas em seu grupo e sem munição, Phoolan Devi entrega as armas mediante uma série de exigências, dentre as quais uma cerimônia convocada especialmente para tal. São cedidas terras para sua família e ela não deveria ser condenada à morte. Ela aguarda julgamento em reclusão durante onze anos, ao final dos quais são retiradas as acusações e é liberada.
Em 1996, lança-se ao pleito democrático pelo Samajwadi Party (Partido Socialista), sendo eleita ao Parlamento Indiano. Sua plataforma política consistiu na defesa dos estratos inferiores da população indiana: os de baixa casta, os sem-casta, mulheres, etc.
Tornou-se símbolo de luta das classes mais baixas e sua vida foi tema de pelo menos quatro livros e um filme.